# Archiargiolestes parvulus
Archiargiolestes parvulus – gatunek ważki z rodziny Argiolestidae.
Samce mają silnie zakrzywione górne przydatki analne.
Ważka ta jest endemitem południowo-zachodniej Australii, gdzie rozmnaża się w strumieniach i bagnach, także tych wysychających latem.